# Jewhenij Smyrny
Jewhenij Serhijowycz Smyrny, ukr. Євгеній Сергійович Смирний (ur. 18 sierpnia 1998 w Kijowie) – ukraiński piłkarz, grający na pozycji pomocnika.

## Kariera piłkarska

### Kariera klubowa
Wychowanek Szkoły Piłkarskiej Dynamo Kijów, barwy której bronił w juniorskich mistrzostwach Ukrainy (DJuFL). Karierę piłkarską rozpoczął 26 listopada 2016 w składzie młodzieżowej drużyny Dynamo U-21, a 10 marca 2018 debiutował w podstawowej jedenastce Dynama. 11 lipca 2019 został wypożyczony do Kołosu Kowaliwka.

### Kariera reprezentacyjna
W 2014 występował w juniorskiej reprezentacji Ukrainy U-16. W 2015 debiutował w reprezentacji U-19.

## Sukcesy i odznaczenia

### Sukcesy klubowe
Dynamo Kijów
- wicemistrz Ukrainy: 2018/19
- finalista Pucharu Ukrainy: 2017/18